# Hall of Fame Tennis Championships 2014
L'Hall of Fame Tennis Championships 2014 è stato un torneo maschile di tennis giocato sull'erba. È stata la 39ª edizione dell'Hall of Fame Tennis Championships, che fa parte della categoria ATP World Tour 250 series nell'ambito dell'ATP World Tour 2014. Il torneo si è giocato all'International Tennis Hall of Fame di Newport, dal 7 al 13 luglio 2014.

## Partecipanti

### Teste di serie
| Nazionalità | Giocatrice       | Ranking* | Testa di serie |
| ----------- | ---------------- | -------- | -------------- |
| Stati Uniti | John Isner       | 11       | 1              |
| Croazia     | Ivo Karlović     | 32       | 2              |
| Australia   | Lleyton Hewitt   | 48       | 3              |
| Francia     | Nicolas Mahut    | 54       | 4              |
| Stati Uniti | Donald Young     | 69       | 5              |
| Stati Uniti | Steve Johnson    | 70       | 6              |
| Stati Uniti | Jack Sock        | 77       | 7              |
| Francia     | Adrian Mannarino | 81       | 8              |

* Le teste di serie sono basate sul ranking al 23 giugno 2014

### Altri partecipanti
I seguenti giocatori hanno ricevuto una wild card per il tabellone principale:
- Robby Ginepri
- Mitchell Krueger
- Clay Thompson

I seguenti giocatori sono passati dalle qualificazioni:

- Ante Pavić
- Luke Saville
- Austin Krajicek
- Wayne Odesnik

## Campioni

### Singolare
Lleyton Hewitt ha sconfitto in finale  Ivo Karlović con il punteggio di 6–3, 6(4)–7, 7–6(3).
- È il trentesimo titolo in carriera per Hewitt, il secondo del 2014.

### Doppio
Chris Guccione /  Lleyton Hewitt hanno sconfitto in finale  Jonathan Erlich /  Rajeev Ram con il punteggio di 7–5, 6–4.